# Airest
Airest (AS Airest) — естонська авіакомпанія, створена в січні 2002 року, що здійснює регулярні вантажні і пасажирські чартерні рейси.

## Флот
Флот Airest на березень 2018: